# Launstroff
Launstroff est une commune française située dans le département de la Moselle, en région Grand Est.

## Géographie

### Localisation
Launstroff est situé dans le nord du département de la Moselle.
Le village est proche de la frontière franco-allemande et près de Waldwisse et Sierck-les-Bains.

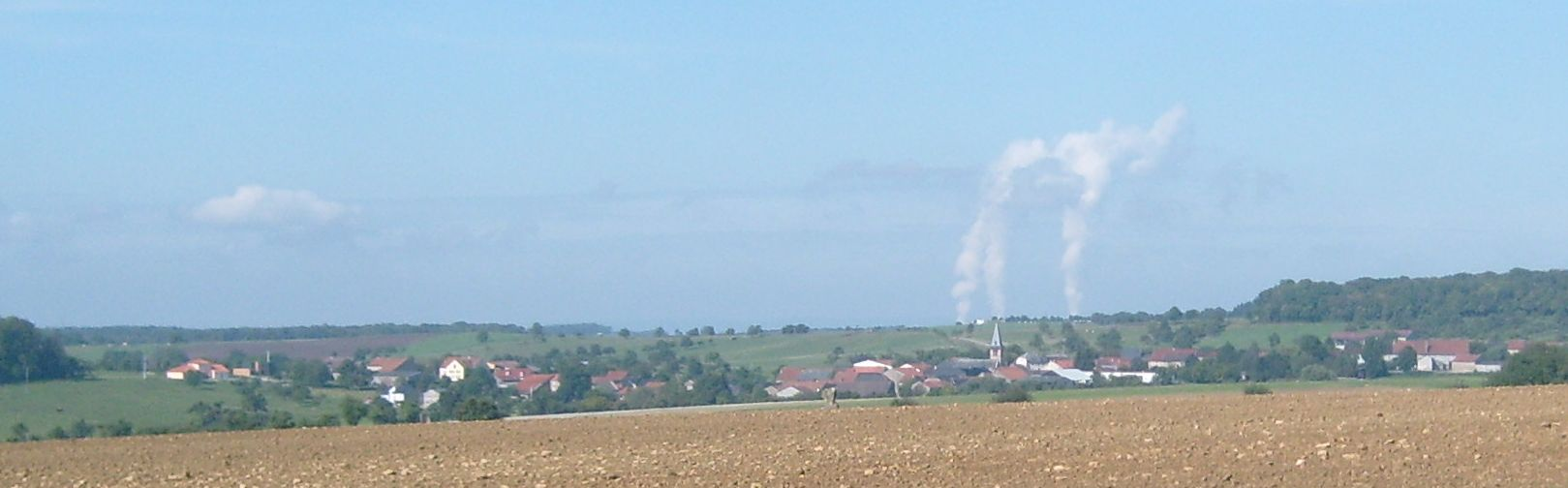
Launstroff. Au-dessus de l'église apparaissent les colonnes de vapeur de la centrale nucléaire de Cattenom.

| Manderen |            | Mettlach (Allemagne) |
| Ritzing  | Launstroff | Merzig (Allemagne)   |
| Rémeling |            | Waldwisse            |

### Écarts et lieux-dits
- Flatten
- Scheuerwald

### Hydrographie
La commune est située dans le bassin versant du Rhin au sein du bassin Rhin-Meuse. Elle est drainée par le ruisseau de Montenach, le ruisseau de Bruhlsbach et le ruisseau de Waldwisse.
Le Montenach, d'une longueur totale de 15,5 km, prend sa source dans la commune de Manderen-Ritzing et se jette  dans la Moselle à Sierck-les-Bains, après avoir traversé six communes.

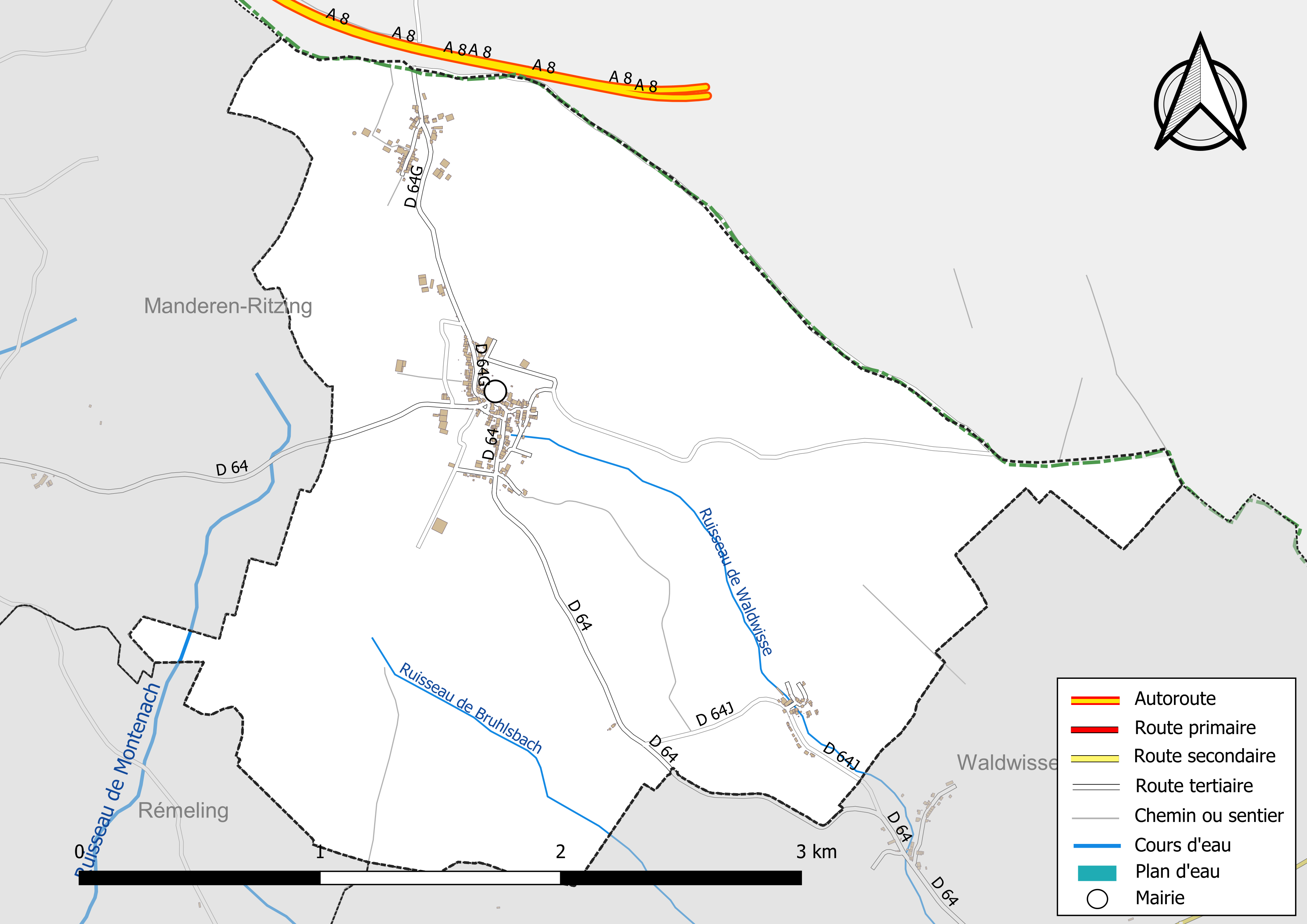
Réseaux hydrographique et routier de Launstroff.

La qualité des eaux des principaux cours d’eau de la commune, notamment du ruisseau de Montenach, peut être consultée sur un site spécial géré par les agences de l’eau et l’Agence française pour la biodiversité.

### Climat
Pour des articles plus généraux, voir Climat du Grand Est et Climat de la Moselle.
En 2010, le climat de la commune est de type climat de montagne, selon une étude du Centre national de la recherche scientifique s'appuyant sur une série de données couvrant la période 1971-2000. En 2020, Météo-France publie une typologie des climats de la France métropolitaine dans laquelle la commune est exposée à un climat semi-continental et est dans la région climatique  Lorraine, plateau de Langres, Morvan, caractérisée par un hiver rude (1,5 °C), des vents modérés et des brouillards fréquents en automne et hiver. 
Pour la période 1971-2000, la température annuelle moyenne est de 9,2 °C, avec une amplitude thermique annuelle de 16,6 °C. Le cumul annuel moyen de précipitations est de 924 mm, avec 13,3 jours de précipitations en janvier et 9,8 jours en juillet. Pour la période 1991-2020, la température moyenne annuelle observée sur la station météorologique de Météo-France la plus proche, « Malancourt », sur la commune d'Amnéville à 32 km à vol d'oiseau, est de 10,2 °C et le cumul annuel moyen de précipitations est de 884,1 mm. 
La température maximale relevée sur cette station est de 39,3 °C, atteinte le 25 juillet 2019 ; la température minimale est de −17,9 °C, atteinte le 5 janvier 1985,,. 
Les paramètres climatiques de la commune ont été estimés pour le milieu du siècle (2041-2070) selon différents scénarios d'émission de gaz à effet de serre à partir des nouvelles projections climatiques de référence DRIAS-2020. Ils sont consultables sur un site spécial publié par Météo-France en novembre 2022.

## Urbanisme

### Typologie
Au 1er janvier 2024, Launstroff est catégorisée commune rurale à habitat dispersé, selon la nouvelle grille communale de densité à sept niveaux définie par l'Insee en 2022.
Elle est située hors unité urbaine. Par ailleurs la commune fait partie de l'aire d'attraction de Luxembourg (partie française), dont elle est une commune de la couronne,. Cette aire, qui regroupe 115 communes, est catégorisée dans les aires de 700 000 habitants ou plus (hors Paris),.

### Occupation des sols
L'occupation des sols de la commune, telle qu'elle ressort de la base de données européenne d’occupation biophysique des sols Corine Land Cover (CLC), est marquée par l'importance des territoires agricoles (81,9 % en 2018), en diminution par rapport à 1990 (85,2 %). La répartition détaillée en 2018 est la suivante : 
terres arables (42,8 %), prairies (24,3 %), zones agricoles hétérogènes (14,8 %), forêts (14,8 %), zones urbanisées (3,4 %). L'évolution de l’occupation des sols de la commune et de ses infrastructures peut être observée sur les différentes représentations cartographiques du territoire : la carte de Cassini (XVIIIe siècle), la carte d'état-major (1820-1866) et les cartes ou photos aériennes de l'IGN pour la période actuelle (1950 à aujourd'hui).

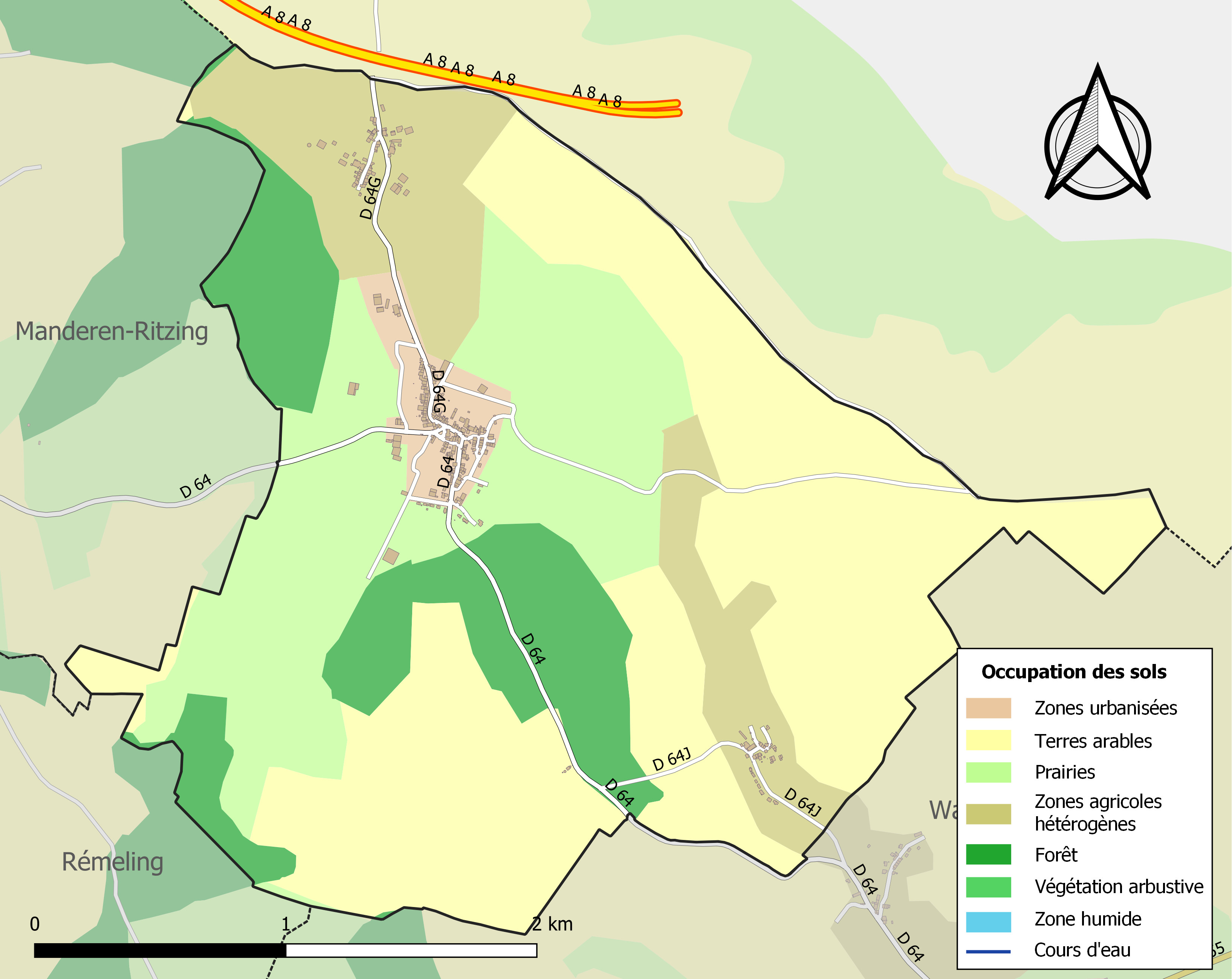
Carte des infrastructures et de l'occupation des sols de la commune en 2018 (CLC).

## Toponymie
- Launstroff: Lunersdorph (XIIe siècle), Lunstorf (1456), Lonstorff (1682), Lonstroff (1683), Launstroff (1793), Lannstroff (1801), Launsdorf (1871-1918). En francique lorrain : Launschtroff et Launschtrëf.
- Flatten : Flatem et Platen (1681). En francique lorrain : Flaten.
- Scheuerwald : Schwerwaldt (1779), Scheurwald (1793), Schenervaldt (1801). En francique lorrain : Scheierwald et Schäierwald.

### Sobriquets
Sobriquets anciens désignant les habitants de la commune :
- Di Launschtrowwer Huerevéi (le bétail à cornes de Launstroff).
- Di Flatener Kauzkäpp (les chabots de Flatten).
- Di Scheierwalder Gëns (les oies de Scheuerwald).

## Histoire
- Dépendait de l'ancienne province de Lorraine, ancien domaine de l'abbaye Saint-Maximin de Trèves.
- Faisait partie du district de Sarrelouis en 1793.

## Politique et administration
| Période                                  | Période  | Identité             | Étiquette | Qualité |
| ---------------------------------------- | -------- | -------------------- | --------- | ------- |
| mars 1977                                | ?        | Albert Harter        |           |         |
| mai 2020                                 | En cours | Christian Schweitzer |           |         |
| Les données manquantes sont à compléter. |          |                      |           |         |

## Démographie
L'évolution du nombre d'habitants est connue à travers les recensements de la population effectués dans la commune depuis 1800. Pour les communes de moins de 10 000 habitants, une enquête de recensement portant sur toute la population est réalisée tous les cinq ans, les populations de référence des années intermédiaires étant quant à elles estimées par interpolation ou extrapolation. Pour la commune, le premier recensement exhaustif entrant dans le cadre du nouveau dispositif a été réalisé en 2006.

En 2022, la commune comptait 241 habitants, en évolution de −8,02 % par rapport à 2016 (Moselle : +0,52 %, France hors Mayotte : +2,11 %).
| 1800 | 1806 | 1821 | 1836  | 1841  | 1861 | 1866 | 1871 | 1875 |
| ---- | ---- | ---- | ----- | ----- | ---- | ---- | ---- | ---- |
| 240  | 322  | 661  | 1 017 | 1 000 | 883  | 913  | 865  | 850  |

| 1880 | 1885 | 1890 | 1895 | 1900 | 1905 | 1910 | 1921 | 1926 |
| ---- | ---- | ---- | ---- | ---- | ---- | ---- | ---- | ---- |
| 515  | 509  | 498  | 472  | 451  | 431  | 459  | 456  | 444  |

| 1931 | 1936 | 1946 | 1954 | 1962 | 1968 | 1975 | 1982 | 1990 |
| ---- | ---- | ---- | ---- | ---- | ---- | ---- | ---- | ---- |
| 418  | 390  | 307  | 279  | 288  | 244  | 208  | 177  | 198  |

| 1999 | 2006 | 2011 | 2016 | 2021 | 2022 | - | - | - |
| ---- | ---- | ---- | ---- | ---- | ---- | - | - | - |
| 224  | 248  | 260  | 262  | 250  | 241  | - | - | - |

## Culture locale et patrimoine

### Lieux et monuments
- Passage d'une voie romaine.
- Vestiges gallo-romains, tessons de poterie.

Les menhirs de l'Europe
Depuis le lancement du projet en 1985 par le sculpteur sarrebruckois Paul Schneider, 34 sculptures ont été réalisées et installées par des artistes issus de 20 nationalités différentes sur la frontière entre la France et l'Allemagne. Plusieurs circuits (7 et 12 km) permettent la découverte à pied, à vélo ou en voiture. L'association Les menhirs de l'Europe organise la fête des menhirs de l'Europe chaque année à la mi-août à Launstroff.

#### Édifices religieux

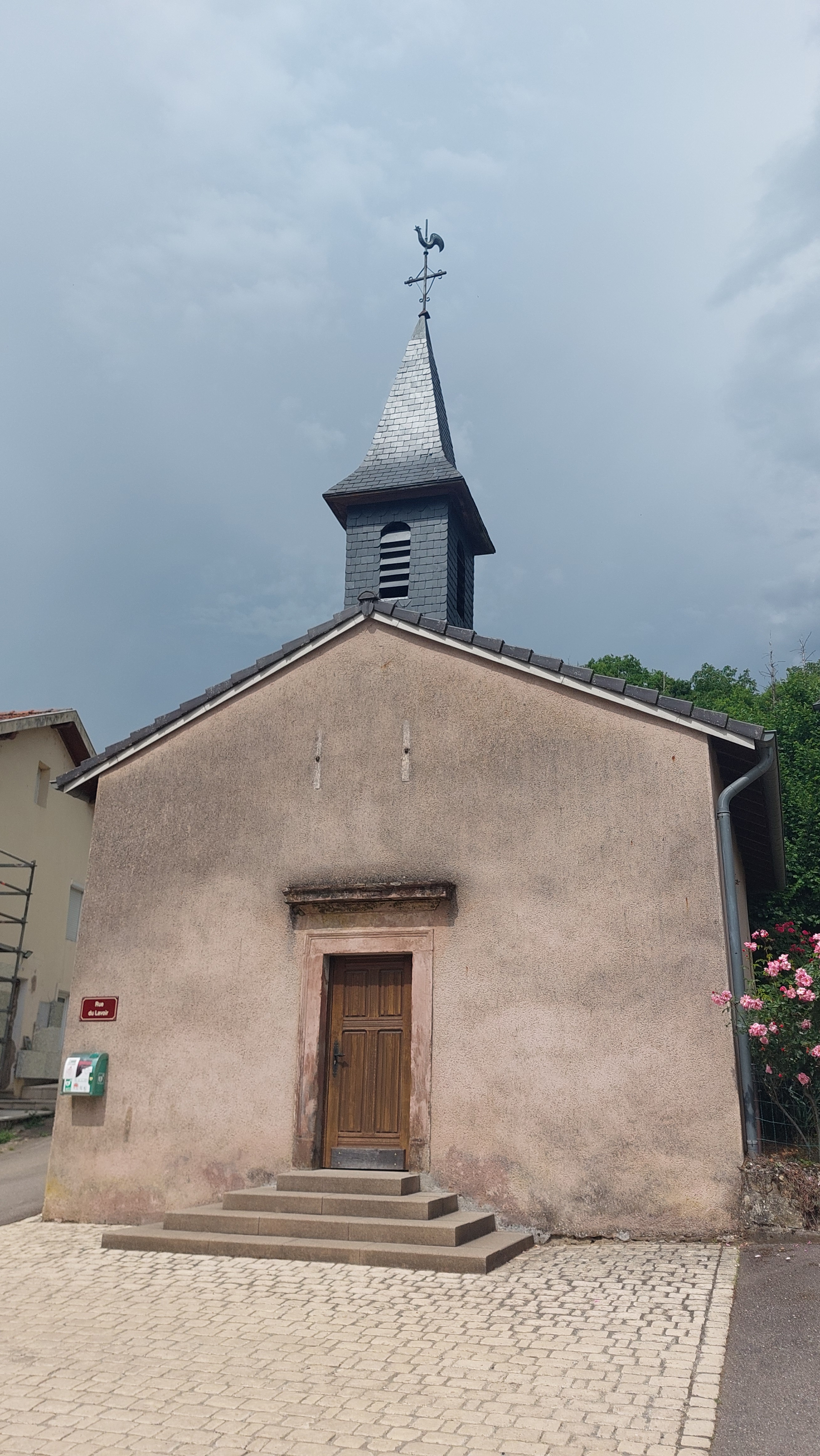
Chapelle Saint-Bernard à Flatten.

- Église paroissiale Saint-Martin, remplace une église construite en 1750 ; reconstruite en 1841 ; mobilier XVIIIe siècle. la tour clocher et les deux sacristies datent de la 2e moitié du XIXe siècle
- Chapelle Saint-Bernard à Flatten, remplace une chapelle plus ancienne figurant sur le cadastre de 1834 ; la chapelle actuelle a été construite par les habitants en 1843 (porte la date) sur une propriété privée